# Horizon (serie)

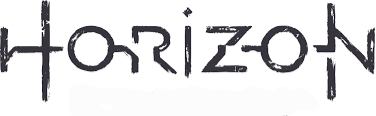
Il logo della serie.

Horizon è una serie di videogiochi action RPG sviluppati da Guerrilla Games e pubblicati da Sony Interactive Entertainment a partire dal 2017.
Al 2024 la serie conta due capitoli principali (Horizon Zero Dawn e Horizon Forbidden West) e relativi DLC, tutto con protagonista Aloy. Uno spin-off per PlayStation VR2 (Horizon Call of the Mountain) ha come protagonista Ryas.

## Storia
La storia è ambientata in un futuro post-apocalittico nel XXXI secolo d.C., precisamente nel Nord America, negli Stati Uniti Occidentali, dove la natura è tornata ad essere la vera padrona del pianeta, la società è decaduta, con gli esseri umani che sono tornati a vivere in fazioni tribali e allo stesso tempo il mondo è popolato da creature robotiche con sembianze di animali chiamate semplicemente "Macchine". La storia è incentrata su Aloy, una cacciatrice di Macchine, inizialmente una Emarginata della tribù dei Nora (una delle tante presenti nel gioco) e il suo obiettivo è quello di svelare i misteri dei Predecessori e del mondo antico (ossia il nostro).

## Cronologia delle vicende
Mondo antico
- 2020: Nascita di Elisabeth Sobeck
- 2033: Ted Faro fonda la FAS - Faro Automated Solutions
- 2041: Avvio del progetto Odyssey per la colonizzazione dello spazio
- 2048: Avvio del programma militare della FAS
- 2057: Il progetto Odyssey si blocca
- 2061: Far Zenith riavvia il progetto Odyssey
- 2064: Avvio del progetto Zero Dawn da parte di Elisabeth Sobeck
- 2065: Far Zenith lancia Odyssey nello spazio ma ne falsifica la distruzione in orbita
- 2066: Inizia la Piaga Faro
  - Entra in funzione GAIA
  - Morte di Elisabeth Sobeck e di tutta la vita terrestre
  - Ted Faro distrugge APOLLO
- 2116-2126: MINERVA decifra i codici di disattivazione dello sciame e inizia a trasmetterli

Mondo nuovo
XXIV secolo
- 2365 ca.: Odyssey raggiunge il sistema stellare Sirio

XXXI secolo
- 3012:
  - NEMESIS distrugge la colonia Far Zenith su Sirio e trasmette un segnale per corrompere ADE sulla Terra
  - Tredici coloni Far Zenith fuggono su Odyssey per rubare GAIA e fondare una nuova colonia
- 3020: Il segnale di estinzione di NEMESIS distrugge GAIA
- 3021: Nascita di Aloy
— Inizio degli eventi di Zero Dawn
- 3029: NEMESIS smette di inviare il segnale e parte per la terra
- 3039: Aloy inizia il suo viaggio verso Meridiana
- 3040: Battaglia dell'Alight tra Aloy e ADE
— Fine degli eventi di Zero Dawn, inizio di Forbidden West
- 3041:
  - I Far Zenith arrivano sulla Terra
  - Aloy ricompone GAIA con ETERE, POSEIDONE e DEMETRA
  - Si palesa l'arrivo di NEMESIS sulla Terra

— Fine degli eventi di Forbidden West

## Serie principale
I videogiochi della serie principale sono:
- Zero Dawn (2017) per PS4 e Windows.
  - Zero Dawn Remastered (2024) per PS5 e Windows.
- Forbidden West (2022) per PS4, PS5 e Windows.

Zero Dawn
Nell'anno 3040 d.C. la cacciatrice Nora di nome Aloy, dopo una vita trascorsa come emarginata, parte per un viaggio che la porterà a scoprire le sue origini e i segreti del mondo antico.
Di questo primo capitolo è stato pubblicato un DLC nel 2017, The Frozen Wilds e una versione Remastered nel 2024.
Forbidden West
Sei mesi dopo il precedente capitolo Aloy viaggia verso l'Ovest Proibito per cercare di fermare una piaga che sta devastando il mondo ed è accompagnata dai suoi amici che l'aiuteranno nell'impresa.
Di questo secondo capitolo è stato pubblicato un DLC nel 2023, Burning Shores.

### Progetti futuri
Guerrilla Games nell'aprile 2023 ha accennato che un sequel diretto della serie è in sviluppo.

## Spin-off e titoli correlati
- Call of the Mountain (2023) per PlayStation VR2.
- LEGO Horizon Adventures (2024) per PS5, Windows, Nintendo Switch.

### Progetti futuri
Per quanto riguarda gli spin-off alla serie, sembra essere in sviluppo un capitolo MMOG chiamato Horizon Online.

## Personaggi
- Aloy, la protagonista della serie. Appartenente alla tribù Nora viene trovata dalle Matriarche della tribù all'interno della caverna della Madre e affidata all'Emarginato Rost che la cresce come tale.
- Sylens, nomade della tribù Banuk affascinato dal mondo dei Predecessori e intenzionato a scoprire i loro segreti.
- GAIA, IA principale del progetto Zero Dawn; aveva il compito di rendere la Terra un luogo ospitale alla vita e composta di 9 funzioni subordinate:
  - EFESTO, aveva il compito di creare le macchine dai Calderoni.
  - MINERVA, aveva il compito di trasferire i segnali di disattivazione delle macchine da guerra di Ted Faro.
  - ILIZIA, con il compito di rigenerare e clonare la razza umana da embrioni crio-preservati tramite dei Centri Culla sparsi in tutto il mondo.
  - APOLLO, con il compito di preservare e trasmettere ai posteri tutta la conoscenza e la cultura umana.
  - POSEIDONE, addetta a ripulire e rigenerare l'idrosfera.
  - ETERE, addetta a ripulire e rigenerare l'atmosfera.
  - DEMETRA, addetta alla rigenerazione e al ripopolamento della flora terrestre.
  - ARTEMIDE, addetta alla rigenerazione e al ripopolamento della fauna animale terrestre.
  - ADE, studiata per essere subordinata a Gaia, con il compito di distruggere il processo di terraformazione dell'IA, se fosse stato compiuto in modo errato.
- NEMESIS, un agglomerato delle menti corrotte dei Far Zenith, divenute folli e psicopatiche, che intende vendicarsi per essere stato rinchiuso.

## Macchine
Nell'universo di Horizon il mondo è popolato dalle Macchine, organismi robotici tecnologicamente avanzati che sono cresciuti fino a diventare la nuova specie dominante della Terra. Esistono migliaia di Macchine sparse per il mondo e non si conosce nemmeno l'esatto numero esistente, inoltre posseggono l'aspetto di vari animali estinti che hanno popolato il pianeta nel corso dell'intera storia.

## Accoglienza
| Recensioni                   | Recensioni        |
| Gioco                        | Metacritic        |
| ---------------------------- | ----------------- |
| Horizon Zero Dawn            | (PS4) 89 (PC) 84  |
| Horizon Forbidden West       | (PS4) 83 (PS5) 88 |
| Horizon Call of the Mountain | (PS5) 79          |

Horizon Zero Dawn ha ricevuto recensioni estremamente positive, ottenendo sul sito Metacritic un punteggio medio di 89 su 100, basato su 115 recensioni. Il gioco è stato acclamato dalla critica per l'aspetto open world, la storia, la grafica, le meccaniche di combattimento, il design dei nemici e il personaggio principale. Pete Hines, vicepresidente di Bethesda Softworks ha elogiato il gioco affermando che può essere il suo videogioco preferito dell'anno e si congratula con Guerrilla per l'ottimo lavoro svolto affermando infatti che se non avessero osato fare qualcosa di diverso non esisterebbe Horizon facendo l'esempio di Naughty Dog che ha creato The Last of Us invece di continuare a produrre solo la saga di Uncharted. Inoltre ha affermato che un buon videogioco può essere creato dopo aver curato ogni minimo dettaglio e farlo uscire solo dopo essere sicuri che sia pronto. La CD Projekt RED si congratula con Guerrilla Games per l'ottimo videogioco pubblicando su Twitter un disegno dove Geralt di Rivia (protagonista della saga videoludica The Witcher) da il cinque ad Aloy. Guerrilla per ringraziare di tale disegno anch'essa pubblica su Twitter un disegno di Geralt e Aloy intenti a iniziare una gara di caccia. Il produttore Yoko Taro di Nier: Automata ha elogiato Horizon Zero Dawn per l'incredibile grafica e le macchine disegnate con una fisica delicata e con dettagli precisi, inoltre ha affermato che Guerrilla si è sempre distinta per la grafica per la serie Killzone ma con Horizon ha raggiunto livelli talmente elevati al punto che possono farne una serie animata.
Horizon Forbidden West come il suo predecessore ha ottenuto delle recensioni molto positive, spesso sull'ambientazione resa ancora più grande e magnifica. Jason Schreier, in una recensione per Bloomberg, ha scritto "Il mantra per lo sviluppo di Horizon Forbidden West sembra essere: rendi tutto più grande, migliore e più bello". Nel Regno Unito, Forbidden West è stato il gioco più venduto digitalmente durante la settimana di uscita. La versione per PlayStation 5 ha venduto 43.012 copie fisiche in Giappone durante la stessa settimana, diventando così il quarto gioco al dettaglio più venduto della settimana nel paese.

### Vendite
Alla data del 9 maggio 2023, la serie completa di Horizon risulta aver venduto più di 32 milioni di copie nel mondo, con 8,4 milioni di vendite per Forbidden West. A luglio 2025, da un report pubblicato da Sony, la serie sembra aver raggiunto le 38 milioni di copie.

## Altri media

### Fumetti
La serie è stata trasposta anche in versione fumetto pubblicata dalla Titan Comics, con due volumi pubblicati: il primo ambientato poco dopo gli eventi di Horizon Zero Dawn; il secondo invece durante gli eventi di tale gioco. Il primo è stato pubblicato il 24 novembre 2020, mentre il secondo il 1º marzo 2021.

### Gioco da tavolo
Un gioco da tavolo in licenza è stato pubblicato nel 2020. Creato da Steamforged Games, è un gioco cooperativo che include elementi narrativi che hanno luogo subito dopo Horizon Zero Dawn.

### Media visivi

#### Serie televisiva
Il 26 maggio 2022 venne annunciata la lavorazione di una serie televisiva sulla serie Horizon per Netflix. La serie avrebbe dovuto chiamarsi Horizon 2074 e sarebbe stata ambientata in due linee temporali: la prima nel 2074 per mostrare la caduta dell'umanità e la rivolta delle macchine e la seconda linea nel futuro ovvero nell'anno 3000 dove sarebbero state messe in scena le gesta di Aloy.
A seguito di accuse personali rivolte a Steve Blackman lo stesso showrunner della serie tv The Umbrella Academy e mente della serie su Horizon, i piani per lo sviluppo della serie a luglio 2024 risultano essere stati cancellati.

#### Film
Agli inizi del 2025, PlayStation Productions ha confermato lo sviluppo di un lungometraggio cinematografico a cura di Columbia Pictures.